# 沖縄住民の国政参加特別措置法に基づく衆議院議員及び参議院議員選挙法
沖縄住民の国政参加特別措置法に基づく衆議院議員及び参議院議員選挙法（おきなわじゅうみんのこくせいさんかとくべつそちほうにもとづくしゅうぎいんぎいんおよびさんぎいんぎいんせんきょほう）は、沖縄住民の国政参加特別措置法に基づいて国会議員を選出するために琉球立法院が制定した立法。
内容は公職選挙法に準じて制定されている。全部で第19章第237条で構成されている。
定員は、衆議院議員5議席、参議院議員2議席とされた。

## 構成
- 第1章 総則（第1条~第4条）
- 第2章 中央選挙管理委員会（第5条~第8条）
- 第3章 選挙権及び被選挙権（第9条~第11条）
- 第4章 選挙に関する区域（第12条~第13条）
- 第5章 選挙人名簿（第14条）
- 第6章 選挙期日（第15条~第17条）
- 第7章 投票（第18条~第24条）
- 第8章 開票（第25条~第26条）
- 第9章 選挙会（第27条~第28条）
- 第10章 候補者（第29条~第37条）
- 第11章 当選人（第38条~第50条）
- 第12章 特別選挙（第51条~第55条）
- 第13章 選挙運動（第56条~第129条）
- 第14章 選挙運動に関する収入及び支出並びに寄附（第130条~第157条）
- 第15章 推薦団体の選挙運動の特例（第158条）
- 第16章 政党その他の政治団体の選挙における政治活動（第159条~第167条）
- 第17章 訴訟（第168条~第178条）
- 第18章 罰則（第179条~第231条）
- 第19章 補則（第232条~第237条）
- 附則